# Озеро-Куреевское сельское поселение
Озеро-Куреевское се́льское поселе́ние — муниципальное образование в Турочакском муниципальном районе Республики Алтай Российской Федерации.
Административный центр — село Озеро-Куреево.

## История
Статус и границы сельского поселения установлены Законом Республики Алтай от 13 января 2005 года № 10-РЗ «Об образовании муниципальных образований, наделении соответствующим статусом и установлении их границ».

## Население
| 2010 | 2011 | 2012 | 2013 | 2014 | 2015 | 2016 | 2017 | 2018 |
| ---- | ---- | ---- | ---- | ---- | ---- | ---- | ---- | ---- |
| 530  | ↗531 | ↘519 | ↗547 | ↘534 | ↘526 | ↘523 | →523 | ↘508 |
| 2019 | 2020 | 2021 |      |      |      |      |      |      |
| ↘504 | ↘499 | ↘383 |      |      |      |      |      |      |

## Состав сельского поселения
| № | Населённый пункт | Тип населённого пункта       | Население |
| - | ---------------- | ---------------------------- | --------- |
| 1 | Озеро-Куреево    | село, административный центр | ↘384      |
| 2 | Каначак          | село                         | ↗106      |
| 3 | Шунарак          | село                         | ↘33       |